# Iris boissieri
Iris boissieri, comummente conhecido como lírio-do-gerês, é um lírio (género da família Iridaceae ) raro e endémico das montanhas da Galiza e do Norte de Portugal. Encontra-se classificado como uma espécie «Quase Ameaçada» na Lista Vermelha da Flora Vascular de Portugal continental.

## Nomes comuns
Dá ainda pelos seguintes nomes: lírio-cardano, lírio-cárdeno e lírio-roxo.

## Descrição
Pertence ao tipo fisionómico dos geófitos, tratando-se, por isso, de uma planta dotada de bolbo de túnica membranosa.
No que toca às folhas são dimorfas, de modo que as inferiores se afiguram mais longas, ao passo que as distais já são mais curtas, de limbo mais comprido, transformando-se gradualmente em espatas.
Por seu turno, o talo remata numa só flor, em casos excepcionais duas. Relativamente à flor, que é de cor violácea, esta apresenta divisões externas com uma franja central amarela e pêlos da mesma cor. Floresce entre Maio e Junho.
A polinização é entomófila, a dispersão dá-se por barocoria, isto é, por efeito da força da gravidade. Pode reproduzir-se assexualmente mediante divisão do bolbo.

### Biologia reprodutiva
A taxa de formação de sementes oscila entre anos consecutivos. Têm-se encontrado lírios-do-gerês com mais de 40 sementes, o que deve pressupor um dispêndio muito significativo de recursos importante para o bolbo, já que na época de maturação das sementes, a parte aérea da planta perdeu a sua capacidade fotossintética. Existe variação interanual na formação de rebentos e floração desta espécie. Esta alternância parece estar relacionada com o êxito e consumo de recursos na produção de sementes do ano precedente.

## Habitat
Medra em altitudes entre os 500 e 1.450m, em solos pouco fundos, de substracto rochoso granodiorito e ácido, brotando por entre as brechas de fragas e sáfaros de montanha.

## Distribuição
É próprio da Galiza e do Norte de Portugal Continental. No Norte de Portugal, esparge-se ao longo da fronteira galega com o Sudoeste da província de Ourense, bem como em vários pontos da zona do Noroeste, com especial destaque para a epónima Serra do Gerês, que dá nome a esta espécie, para a Serra Amarela e para a Serra da Peneda.
Na Galiza está presente na Serra do Gerês, em Santa Eufémia, em Baltar (Ourense), na Serra do Courel (Lugo) e no Monte Pindo (A Coruña).

## Taxonomia
Crismada em honra de Edmond Boissier (botânico suíço 1810-1885).
Em 1877, A.W. Tait, enviou bolbos desta espécie, a partir do Porto, para Sir Michael Foster, que os cultivou no Reino Unido. A espécie foi descrita oficialmente, pela primeira vez em 1885, pelo botânico português Júlio Augusto Henriques no Boletim da Sociedade Broteriana Vols. 1-28.
Foi ainda descrito, ulteriormente, por Foster no segundo volume das «The Gardeners' Chronicles» de 1887. Foster tornou ainda a mencionar a espécie, em 1890, na «Curtis's Botanical Magazine».
Esta espécie foi homologada pelo Departamento da Agricultura Norte Americano e pelo Agricultural Research Service em 4 de Abril de 2003.

## Situação actual e ameaças
Tendo em conta as características biológicas e ecológicas desta espécie, aliada à informação recolhida pelos mais recentes censos populacionais crê-se que existam pelos menos 2.500 espécimes maduros em Portugal. Não se têm verificado sinais do declínio populacional desta espécie, nem do declínio do respectivo habitat.

### Ameaças
Têm-se identificado algumas ameaças que fazem perigar a sustentabilidade e manutenção desta espécie, como sendo os incêndios florestais, as alterações climáticas, bem como as mudanças sofridas pelo regime de pastorícia praticado na região, que começa a afastar-se dos moldes da pastorícia tradicional.
No entanto, tendo em vista que estes vectores de perigo não têm demonstrado estar a afetar de forma expressiva as populações do lírio-do-gerês, optou-se por não classificar esta espécie dentro das categorias de perigo da Lista Vermelha Flora Vascular.
Destarte, o lírio-do-gerês, presentemente, encontra-se inserido na categoria das espécies «Quase Ameaçadas», arroladas no anexo IV da directiva comunitária Diretiva 92/43/CEE.